# 孩之寶工作室

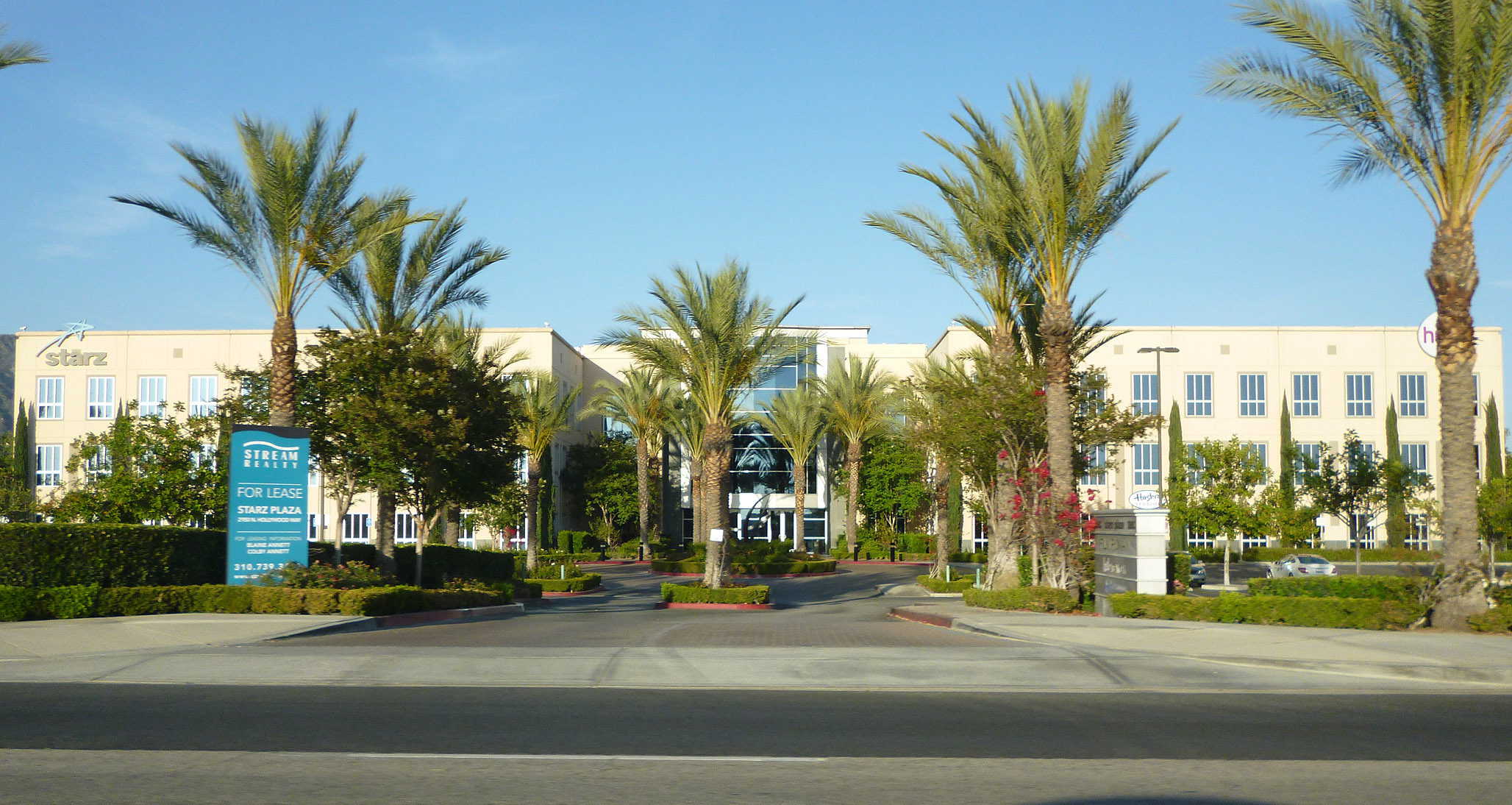
孩之寶工作室（位於柏本克Starz廣場的總部照片）

孩之寶工作室（英語：Hasbro Studios）是一間位處美國加州柏本克的製片公司，曾僅是孩之寶中一個製作電視節目的部門，後成為由孩之寶全資擁有的子公司，曾製作包括《彩虹小馬：小馬國女孩》系列和《彩虹小馬：友情就是魔法》在內的不同節目和電影。該公司製作的許多電視節目（如《彩虹小馬：友情就是魔法》和《至Q寵物屋》等）皆基於孩之寶旗下的版權產品，並於孩之寶與探索傳播的合資公司Discovery Family電視網路上播出。
是孩之寶工作室自資/合資的電影單元（film unit）。是該公司位於羅德島州的商業及短篇製作公司。

## 成立背景
1980年代初，當時孩之寶決定要用其旗下的版權產品來製作動畫系列，因此找上Sunbow Entertainment合作，而該公司早先就有在幫忙孩之寶製作廣告了，合作期間曾製作了《大英雄》、《變形金剛》卡通系列等。孩之寶在2008年5月收回動畫製作權，決定開始自行製作動畫作品。